# 纳斯塔西娅·约内斯库
纳斯塔西娅·尼基托夫-约内斯库（羅馬尼亞語：Nastasia Nichitov-Ionescu，1954年3月5日—），罗马尼亚女子皮划艇运动员。她曾代表罗马尼亚参加1976年和1984年夏季奥林匹克运动会皮划艇比赛，其中1984年奥运会获得一枚金牌。